# Wolf Point
Wolf Point és una població dels Estats Units a l'estat de Montana. Segons el cens del 2000 tenia 2.663 habitants.

## Demografia
Segons el cens del 2000, Wolf Point tenia 2.663 habitants, 981 habitatges, i 685 famílies. La densitat de població era de 1.168,4 habitants per km².
Dels 981 habitatges en un 37,2% hi vivien nens de menys de 18 anys, en un 49,5% hi vivien parelles casades, en un 15,3% dones solteres, i en un 30,1% no eren unitats familiars. En el 26,3% dels habitatges hi vivien persones soles el 12,6% de les quals corresponia a persones de 65 anys o més que vivien soles. El nombre mitjà de persones vivint en cada habitatge era de 2,63 i el nombre mitjà de persones que vivien en cada família era de 3,14.
Per edats la població es repartia de la següent manera: un 31% tenia menys de 18 anys, un 7,8% entre 18 i 24, un 25,5% entre 25 i 44, un 20% de 45 a 60 i un 15,7% 65 anys o més.
L'edat mediana era de 36 anys. Per cada 100 dones de 18 o més anys hi havia 83,5 homes.
La renda mediana per habitatge era de 27.962$ i la renda mediana per família de 33.681$. Els homes tenien una renda mediana de 26.325$ mentre que les dones 23.333$. La renda per capita de la població era de 13.605$. Aproximadament el 17% de les famílies i el 17,9% de la població estaven per davall del llindar de pobresa.

## Poblacions més properes
El següent diagrama mostra les poblacions més properes.